# Banksekretess
Banksekretess är en lagstiftning som reglerar hur mycket information om en bankkunds tillgångar i banken och transaktioner som är sekretessbelagd.
I Sverige regleras banksekretessen i lagen (2004:297) om bank- och finansieringsrörelse. Den svenska banksekretessen omfattar alla uppgifter som rör en bankkunds mellanhavanden med banken oavsett om uppgiften är skriftlig eller muntlig. Även uppgiften att en viss person är kund i banken eller ej, omfattas av sekretessen. Banksekretessen omfattar även kundens tidigare förbindelser med banken d.v.s. sekretessen upphör inte i och med att någon upphör att vara kund i banken.